# Seznam dílů seriálu Muži na stromech
Toto je seznam dílů seriálu Muži na stromech.

## Přehled řad
| Řada | Díly | Premiéra v USA | Premiéra v USA  | Premiéra v ČR | Premiéra v ČR |
| Řada | Díly | První díl      | Poslední díl    | První díl     | Poslední díl  |
| ---- | ---- | -------------- | --------------- | ------------- | ------------- |
| 1    | 17   | 12. září 2006  | 15. února 2007  | 2008          | 2008          |
| 2    | 19   | 12. října 2007 | 11. června 2008 | 2008          | 2008          |

## Seznam dílů

### První řada (2006–2007)
| Č. v seriálu | Č. v řadě | Původní název             | Český název                | Režie           | Scénář                    | Premiéra v USA     | Premiéra v ČR |
| ------------ | --------- | ------------------------- | -------------------------- | --------------- | ------------------------- | ------------------ | ------------- |
| 1            | 1         | Pilot                     | —                          | James Mangold   | Jenny Bicks               | 12. září 2006      | vysíláno      |
| 2            | 2         | Power Shift               | Výpadek proudu             | Allison Anders  | Jenny Bicks               | 15. září 2006      | vysíláno      |
| 3            | 3         | For What It's Worth       | Kdo dá víc?                | Rick Wallace    | Chris Dingess             | 22. září 2006      | vysíláno      |
| 4            | 4         | Sink or Swim              | Plav, nebo jdi ke dnu      | Gail Mancuso    | Anna Fricke               | 29. září 2006      | vysíláno      |
| 5            | 5         | Talk for Tat              | Mluviti zlato              | Joanna Kerns    | Cara DiPaolo              | 6. října 2006      | vysíláno      |
| 6            | 6         | The Caribou in the Room   | Sob v domě                 | Rick Wallace    | Tim Davis                 | 13. října 2006     | vysíláno      |
| 7            | 7         | Ladies Frist              | Dámy mají zelenou          | Tamra Davis     | Cindy Chupack             | 20. října 2006     | vysíláno      |
| 8            | 8         | The Buddy System          | Já na bráchu, brácha na mě | Matt Shakman    | Chris Dingess             | 27. října 2006     | vysíláno      |
| 9            | 9         | The Menaissance           | Chlaposance                | Rick Wallace    | Padma Atluri              | 10. listopadu 2006 | vysíláno      |
| 10           | 10        | New York Fiction (Part 1) | Válka s bloky, část 1.     | Arvin Brown     | Jenny Bicks               | 30. listopadu 2006 | vysíláno      |
| 11           | 11        | New York Fiction (Part 2) | Válka s bloky, část 2.     | Jeff Melman     | Jenny Bicks a Anna Fricke | 7. prosince 2006   | vysíláno      |
| 12           | 12        | The Darkest Day           | Tápání ve tmě              | Rick Wallace    | Cara DiPaolo              | 11. ledna 2007     | vysíláno      |
| 13           | 13        | History Lessons           | Poučení z minulosti        | Wendey Stanzler | Bruce Miller              | 18. ledna 2007     | vysíláno      |
| 14           | 14        | Bed, Bat & Beyond         | Chyť si svého netopýra     | Matthew Diamond | Tim Davis                 | 25. ledna 2007     | vysíláno      |
| 15           | 15        | Take It Like a Man        | Ber to jako chlap          | Dean White      | Chris Dingess             | 1. února 2007      | vysíláno      |
| 16           | 16        | Nice Girls Finish Frist   | Hodný holky to vyhrávají   | Jeff Melman     | Anna Fricke               | 8. února 2007      | vysíláno      |
| 17           | 17        | The Indecent Proposal     | Neslušný návrh             | Sanaa Hamri     | Jenny Bicks               | 15. února 2007     | vysíláno      |

### Druhá řada (2007–2008)
| Č. v seriálu | Č. v řadě | Původní název                       | Český název                        | Režie            | Scénář                                                                   | Premiéra v USA     | Premiéra v ČR |
| ------------ | --------- | ----------------------------------- | ---------------------------------- | ---------------- | ------------------------------------------------------------------------ | ------------------ | ------------- |
| 18           | 1         | A Tree Goes in Elmo                 | Smršť                              | Robert Berlinger | Jenny Bicks                                                              | 12. října 2007     | vysíláno      |
| 19           | 2         | Chemical Reactions                  | Chemická reakce                    | Seith Mann       | Padma Atluri                                                             | 19. října 2007     | vysíláno      |
| 20           | 3         | No Man Is an Iceland                | Nikdo není sám                     | Rick Wallace     | Anna Fricke a Tim Davis                                                  | 26. října 2007     | vysíláno      |
| 21           | 4         | I Wood If I Could                   | V ringu přání a stížností          | Joanna Kerns     | Chris Dingess a Cara DiPaolo                                             | 2. listopadu 2007  | vysíláno      |
| 22           | 5         | The Girl Who Cried Wolf (Part 1)    | Neštěstí chodí po lidech na horách | Rick Wallace     | námět: Jenny Bicks a John Mankiewicz scénář: Cindy Chupack a Anna Fricke | 9. listopadu 2007  | vysíláno      |
| 23           | 6         | Nice Day for a Dry Wedding (Part 2) | Povedená veselka                   | Jeff Melman      | námět: Jenny Bicks a Chris Dingess scénář: Jenny Bicks                   | 16. listopadu 2007 | vysíláno      |
| 24           | 7         | Sea Change                          | Moře hoře                          | Jeff Melman      | Anna Fricke                                                              | 23. listopadu 2007 | vysíláno      |
| 25           | 8         | Sweatering It Out                   | Bližší svetr než kabát             | Dean White       | Chris Dingess                                                            | 7. prosince 2007   | vysíláno      |
| 26           | 9         | Charity Case                        | Charita                            | Robert Berlinger | David S. Rosenthal                                                       | 27. února 2008     | vysíláno      |
| 27           | 10        | Sonata in Three Parts               | Sonáta o třech částech             | Joanna Kerns     | Cara DiPaolo                                                             | 5. března 2008     | vysíláno      |
| 28           | 11        | Home Seized Home                    | Můj dům je tvůj dům                | Dean White       | Jennie Snyder                                                            | 12. března 2008    | vysíláno      |
| 29           | 12        | Read Between the Minds              | Bez odpovědi                       | Tom Verica       | Padma Atluri                                                             | 19. března 2008    | vysíláno      |
| 30           | 13        | A Tale of Two Kidneys               | Příběh dvou ledvin                 | Robert Berlinger | Michael Kramer                                                           | 26. března 2008    | vysíláno      |
| 31           | 14        | Get a Life                          | Koukej se sebrat                   | Joanna Kerns     | Anna Fricke                                                              | 2. dubna 2008      | vysíláno      |
| 32           | 15        | Wander/Lust                         | Cestovní horečka                   | John Badham      | Jenny Bicks                                                              | 16. dubna 2008     | vysíláno      |
| 33           | 16        | Kiss and Don't Tell                 | Host do domu...                    | Sandy Smolan     | Chris Dingess                                                            | 23. dubna 2008     | vysíláno      |
| 34           | 17        | New Dogs, Old Tricks                | Nové psy staré triky nenaučíš      | Wendey Stanzler  | Jennie Snyder                                                            | 28. května 2008    | vysíláno      |
| 35           | 18        | Surprise, Surprise                  | Až moc překvapení                  | Jeff Melman      | Cara DiPaolo                                                             | 4. června 2008     | vysíláno      |
| 36           | 19        | Taking the Lead                     | Kdo má hlavní slovo                | Robert Berlinger | Jennifer Shaklan                                                         | 11. června 2008    | vysíláno      |